# EXO-CBX
EXO-CBX (korejsky: 엑소-첸백시, Exo-Chen-Baek-Xi) je první oficiální podskupinou jihokorejsko-čínské chlapecké skupiny EXO. Skupina byla vytvořena v roce 2016 společností SM Entertainment a skládá se ze tří členů skupiny EXO: Chena, Baekhyuna a Xiumina. Jejich debutové EP Hey Mama! bylo vydáno 31. října 2016.

## Historie

### 2016: Vznik, debut aHey Mama!
29. července 2016 se během koncertního turné EXO - Exo Planet 3 - The Exo'rdium objevili Chen, Baekhyun a Xiumin ve videu s názvem „Reservoir Idols“. Dne 23. srpna 2016 společně vydali pro televizní dramatický seriál televize SBS Moon Lovers: Scarlet Heart Ryeo, ve kterém Baekhyun ztvárnil vedlejší roli, soundtrackovou píseň „For You“. Díky tomu se začalo mluvit o vytvoření první podskupiny EXO. Již 5. října tyto spekulace společnost SM Entertainment potvrdila. 23. října 2016 poprvé vystoupili jako skupina právě s písní „For You“ na festivalu Busan One Asia. O den později bylo oznámeno jméno podskupiny - EXO-CBX (zkráceno z ChenBaekXi ), kdy CBX se skládá z prvního písmene uměleckých jmen členů.
31. října vydali EXO-CBX debutové EP Hey Mama!, které obsahuje pět skladeb různých žánrů, včetně elektronického tance, balady R&B a retro popu. K titulní skladbě byl vydán i videoklip. Skupina pak debutovala na televizní obrazovce 3. listopadu v rámci hudebního programu M Countdown. 6. listopadu bylo video „Reservoir Idols“ oficiálně vydáno jako hudební video k písni „The One“, jedné ze skladeb z alba. EP Hey Mama! se umístilo na prvním místě žebříčku Billboard World Albums a jihokorejského žebříčku alb Gaon. Později v listopadu vydali remake soundtrackové písně „Crush U“ pro korejskou online hru Blade & Soul. S písní vystoupili 18. listopadu na koncertě N-Pop Showcase, který byl součástí turnaje mistrovství světa 2016 právě v Blade & Soul. 25. prosince vydali ke „Crush U“ také videoklip.

### 2018 – současnost: První japonské turné,Blooming DaysaMagic
V lednu 2018 prostřednictvím online programu LINE oznámili, že v květnu a červnu uskuteční své první turné po japonských arénách s názvem „Magical Circus“. Turné mělo celkem osm koncertů ve čtyřech japonských městech a to v Jokohamě, Fukuoce, Nagoje a Ósace. V dubnu skupina vydala své druhé korejské EP Blooming Days. O měsíc později, 9. května, vydali první japonské studiové album Magic.
V únoru 2019 bylo oznámeno, že skupina bude mít v dubnu další koncerty v rámci svého japonského turné „Magical Circus“.